# 大分県中学校の廃校一覧
大分県中学校の廃校一覧（おおいたけんちゅうがっこうのはいこうのいちらん）は、大分県の中学校の廃校の一覧である。対象となるのは、学制改革（1947年）以降に廃校となった中学校および分校である。名称は廃校当時のもの。廃校時に属していた自治体が合併により消滅している場合は、現行の自治体に含める。また、休校中の中学校も参考として記載する。

## 大分市
- 大分市立賀来中学校（2007年賀来小と統合し大分市立賀来小中学校へ）[1]
- 大分市立碩田中学校（2017年荷揚町小、中島小、住吉小と統合し大分市立碩田学園へ）[2]
- 野津原町立野津原中学校〈旧〉（1994年今市中と統合し大分市立野津原中学校〈当時：野津原町立〉へ）[3]
- 野津原町立今市中学校（1994年野津原中〈旧〉と統合し野津原中〈新〉へ）[3]
- 佐賀関町立一尺屋中学校（2001年大分市立佐賀関中学校〈当時：佐賀関町立〉へ統合）[4]
- 明治村立明治中学校（1950年統合により大分市立大東中学校〈当時：大分郡東部組合立〉へ））[5]
- 高田村立高田中学校（同上）[5]
- 松岡村立松岡中学校（同上）[5]
- 鶴崎市立川添中学校（1958年大東中へ統合）[6]

## 別府市
- 別府市立天間中学校（1973年別府市立朝日中学校へ統合）[7]
- 別府市立東山中学校（1998年別府市立東山幼小中学校へ再編）[8]
- 別府市立山の手中学校（2021年浜脇中と統合し別府市立別府西中学校へ[9]。校舎は西小学校と西幼稚園の跡地に再築）
- 別府市立浜脇中学校（2021年山の手中と統合し別府西中へ）[9]

## 中津市
- 私立扶桑中学校（1949年第四中と統合し中津市立中津中学校へ）[10]
- 中津市立第四中学校（1949年扶桑中と統合し中津中へ）[10]
- 三保村立三保中学校（1950年8月統合により三沢中へ）[11]
- 山口村立山口中学校（同上）[11]
- 真坂村立真坂中学校（同上）[11]
- 山国村立三郷中学校（1955年溝部中と統合し中津市立山国中学校〈当時：山国村立〉へ）[12]
- 山国村立溝部中学校（1955年三郷中と統合し山国中へ）[12]
- 山国町立槻木中学校（1992年山国中へ統合）[12]
- 耶馬渓村立耶馬溪中学校（1959年統合により耶馬溪中央中〈現：中津市立耶馬溪中学校〉へ）[13]
- 耶馬渓村立津民中学校（同上）[13]
- 耶馬渓村立山移中学校（同上）[13]
- 耶馬渓村立下郷中学校（1964年耶馬溪中央中へ統合）[13]
- 三光村立三光中学校〈旧〉（1979年三沢中と統合し中津市立三光中学校〈当時：三光村立〉へ）[11]
- 三光村立三沢中学校（1979年三光中〈旧〉と統合し三光中〈新〉へ）[11]
- 耶馬渓町立深耶馬渓中学校（2003年）[14]
- 中津ドン・ボスコ学園中学校（1997年休校）

## 日田市
- 日田市立小野中学校（1958年日田市立北部中学校の一部および花月中と統合し日田市立戸山中学校へ）[15]
- 日田市立花月中学校（1958年北部中の一部および小野中と統合し戸山中へ）[15]
- 日田市立五和中学校（1960年西部中と統合し日田市立三隈中学校へ）[16][注釈 1]
- 日田市立西部中学校（1960年五和中と統合し三隈中へ）[16]
- 中津江村立鯛生中学校（1979年中津江中と統合し日田市立津江中学校〈当時：中津江村立〉へ）[17]
- 中津江村立中津江中学校（1979年鯛生中と統合し津江中へ）[17]
- 上津江村立上津江中学校（1993年津江中へ統合）[18]

## 佐伯市
- 佐伯市立大島中学校（休校、開始時期不明）[19]
- 佐伯市立木立中学校（1972年休校、生徒は佐伯市立佐伯城南中学校へ編入、1973年廃校）[20]
- 佐伯市立堅田中学校（1987年佐伯城南中および佐伯市立鶴谷中学校の一部と統合し佐伯市立佐伯南中学校へ）[21]
- 佐伯市立深島中学校（1995年休校）[14]
- 佐伯市立大入島中学校（2016年休校）[22]
- 明治村立明治中学校（1949年8月30日統合により佐伯市立昭和中学校〈当時：明治・上野・切畑村組合〉へ）[23]
- 上野村立上野中学校（同上）[23]
- 切畑村立切畑中学校（同上）[23]
- 上浦町立最勝海中学校（1997年佐伯市立東雲中学校〈当時：上浦町立〉へ統合）[24]
- 鶴見町立東中浦中学校（1987年統合により佐伯市立鶴見中学校〈当時：鶴見町立〉へ）[25]
- 鶴見町立中浦中学校（同上）[25]
- 鶴見町立西中浦中学校（同上）[25]
- 米水津村立米水津北中学校（2000年米水津南中と統合し佐伯市立米水津中学校〈当時：米水津村立〉へ）[26]
- 米水津村立米水津南中学校（2000年米水津北中と統合し米水津中へ）[26]
- 本匠村立本匠東中学校（2001年本匠西中と統合し佐伯市立本匠中学校へ）[14]
- 本匠村立本匠西中学校（2001年本匠東中と統合し本匠中へ）[14]
- 蒲江町立河内中学校（2001年[14]）
- 蒲江町立上入津中学校（2002年統合により佐伯市立蒲江翔南中学校〈当時：蒲江町立〉へ）[24]
- 蒲江町立下入津中学校（同上）[24]
- 蒲江町立蒲江中学校（同上）[24]
- 蒲江町立名護屋中学校（同上）[24]
- 宇目町立木浦中学校（2003年統合により佐伯市立宇目緑豊中学校〈当時：宇目町立〉へ）[27]
- 宇目町立小野市中学校（同上）[27]
- 宇目町立重岡中学校（同上）[27]

## 臼杵市
- 臼杵市立海辺中学校（1950年海辺村立海辺中から臼杵市立東中学校海辺校舎となり1953年独立、1960年双北中と統合し臼杵市立北中学校海辺校舎となり、1962年完全統合）[28]
- 臼杵市立双北中学校（1960年海辺中と統合し北中双北校舎となり、1962年完全統合）[28]
- 臼杵市立宮本中学校（1997年）[29]
- 臼杵市立深江中学校（2008年）[29]
- 臼杵市立豊洋中学校（2017年北中へ統合）[28]
- 下ノ江村立下ノ江中学校（1950年佐志生中と統合し豊洋中へ）[30]
- 佐志生村立佐志生中学校（1950年下ノ江中と統合し豊洋中へ）[30]
- 野津町立野津中学校〈初代〉（1950年田野中と統合し野津中〈2代目〉へ）[31]
- 田野村立田野中学校（1950年野津中〈初代〉と統合し野津中〈2代目〉へ）[31]
- 野津町立南野津中学校（1970年統合により臼杵市立野津中学校〈当時：野津町立〉へ）[31]
- 野津町立野津中学校〈2代目〉（1970年野津中〈3代目〉野津校舎となり、1972年完全統合）[31]
- 野津町立川登中学校（1970年野津中〈3代目〉川登校舎となり、1972年完全統合）[31]
- 野津町立戸上中学校（1970年野津中〈3代目〉戸上校舎となり、1972年完全統合）[31]

## 津久見市
- 津久見市立四浦西中学校（1993年四浦東中へ統合）[24]
- 津久見市立日代中学校（2007年休校、生徒は津久見市立第一中学校へ編入）[32]
- 津久見市立無垢島中学校（2001年休校、2013年再休校）[33]
- 津久見市立四浦東中学校（2014年休校）[34]
- 津久見市立第一中学校（2024年第二中と統合し津久見市立津久見中学校へ）[35]

- 津久見市立第二中学校（2024年第一中と統合し津久見市立津久見中学校へ）[35]
- 四浦村立四浦中学校〈初代〉（1948年東中と西中へ分割）[36]
- 四浦村立東中学校（1950年西中と統合し四浦中〈2代目〉へ）[36]
- 四浦村立西中学校（1950年東中と統合し四浦中〈2代目〉へ）[36]
- 四浦村立四浦中学校〈2代目〉（1961年四浦東中と四浦西中へ分割）[36]

## 竹田市
- 竹田市立嫗岳中学校（1966年宮砥中と統合し祖峰中へ）[37]
- 竹田市立宮砥中学校（1966年嫗岳中と統合し祖峰中へ）[37]
- 竹田市立南部中学校（1979年菅生中と統合し南生中へ）[37]
- 竹田市立菅生中学校（1979年南部中と統合し南生中へ）[37]
- 竹田市立竹田中学校〈旧〉（2003年双城中と統合し竹田市立竹田中学校〈新〉へ）[38]
- 竹田市立双城中学校（2003年竹田中〈旧〉と統合し竹田中〈新〉へ）[38]
- 竹田市立祖峰中学校（2005年南生中と統合し竹田市立竹田南部中学校へ）[37]
- 竹田市立南生中学校（2005年祖峰中と統合し竹田南部中へ）[37]

## 豊後高田市
- 香々地町立香々地中学校〈初代〉（1950年三重中と統合し香々地中〈2代目〉へ）[39]
- 三重村立三重中学校（1950年香々地中と統合し香々地中〈2代目〉へ）[39]
- 香々地町立香々地中学校〈2代目〉（1971年三浦中と統合し豊後高田市立香々地中学校〈当時：香々地町立〉香々地校舎となり、1973年完全統合）[39]
- 香々地町立三浦中学校（1971年香々地中〈2代目〉と統合し香々地中〈3代目〉三浦校舎となり、1973年完全統合）[39]
- 真玉町立真玉中学校〈旧〉（1997年臼野中と統合し豊後高田市立真玉中学校〈当時：真玉町立〉へ）[40]
- 真玉町立臼野中学校（1997年真玉中〈旧〉と統合し真玉中〈新〉へ）[40]

## 杵築市
- 杵築市立杵築中学校〈旧〉（1966年奈狩江中と統合し杵築市立杵築中学校〈新〉へ）[41]
- 杵築市立奈狩江中学校（1966年杵築中〈旧〉と統合し杵築中〈新〉へ）[41]
- 杵築市立山香中学校〈旧〉（2009年統合により杵築市立山香中学校〈新〉へ）[42]
- 杵築市立北部中学校（同上）[42]
- 杵築市立上中学校〈2代目〉（同上）[42]
- 杵築市立大田中学校（2010年山香中へ統合）[42]
- 田原村立田原中学校（1952年朝田中と統合し田原村朝田村組合立南部中学校となり、1954年10月1日大田村立大田中学校へ改称）[43]
- 朝田村立朝田中学校（1952年田原中と統合し南部中となり、1954年10月1日大田中へ改称）[43]
- 山香町立中山香中学校（1953年東山香中と統合し山香中〈旧〉へ）[42]
- 山香町立東山香中学校（1953年中山香中と統合し山香中〈旧〉へ）[42]
- 山香町立上中学校〈初代〉（1956年南端北部中と統合し上中〈2代目〉へ）[44]
- 山香町立南端北部中学校（1956年上中〈初代〉と統合し上中〈2代目〉へ）[44]
- 山香町立立石中学校（1958年山浦中の一部と統合し北部中へ）[45]
- 山香町立山浦中学校（1958年上中〈2代目〉[44]と北部中[45]へ分割）

## 宇佐市
- 宇佐市立天峰中学校（1969年四日市中へ統合）[46]
- 宇佐市立四日市中学校（1970年麻生中と統合し宇佐市立西部中学校へ）[46]
- 宇佐市立麻生中学校（1970年四日市中と統合し西部中へ）[46]
- 宇佐市立安心院中学校〈2代目〉（2007年統合により宇佐市立安心院中学校〈3代目〉へ）[47]
- 宇佐市立深見中学校（同上）[47]
- 宇佐市立津房中学校（同上）[47]
- 横山村立横山中学校（1949年1月四日市中へ統合）[46]
- 竜王村立竜王中学校（1949年明治中と統合し深見中へ）[47]
- 明治村立明治中学校（1949年竜王中と統合し深見中へ）[47]
- 糸口村立糸口中学校（1950年1月四日市中へ統合）[46]
- 駅館村立駅館中学校（1951年統合により宇佐市立駅川中学校〈当時：駅館村・豊川村・西馬城村組合立〉へ）[48]
- 豊川村立豊川中学校（同上）[48]
- 西馬城村立西馬城中学校（同上）[48]
- 院内村立院内中学校〈初代〉（1952年東院内中と統合し竜東中へ）[49]
- 東院内村立東院内中学校（1952年院内中〈初代〉と統合し竜東中へ）[49]
- 院内村立高並中学校（1955年両川中と統合し高両中へ）[49]
- 院内村立両川中学校（1955年高並中と統合し高両中へ）[49]
- 院内町立竜東中学校（1969年統合により宇佐市立院内中学校〈当時：院内町立〉へ）[49]
- 院内町立南院内中学校（同上）[49]
- 院内町立高両中学校（同上）[49]
- 長洲町立長洲中学校〈旧〉（1958年統合により宇佐市立長洲中学校〈当時：長洲町立〉長洲校舎となり、1960年完全統合）[50]
- 長洲町立柳ヶ浦中学校（1958年長洲中〈新〉柳ヶ浦校舎となり、1960年完全統合）[50]
- 長洲町立和間中学校（1958年長洲中〈新〉和間校舎となり、1960年完全統合）[50]
- 安心院町立安心院中学校〈初代〉（1962年佐田中と統合し安心院中〈2代目〉安心院校舎となり、1965年完全統合）[47]
- 安心院町立佐田中学校（1962年安心院中〈初代〉と統合し安心院中〈2代目〉佐田校舎となり、1965年完全統合）[47]

## 豊後大野市
- 三重町立白山中学校南分校（1951年11月）[51]
- 三重町立新田中学校（1954年4月5日三重中〈旧〉へ統合）[51]
- 三重町立三重中学校〈旧〉（1969年統合により豊後大野市立三重中学校〈当時：三重町立〉三重校舎となり、1970年完全統合）[51]
- 三重町立菅尾中学校（1969年三重中〈新〉菅尾校舎となり、1970年完全統合）[51]
- 三重町立百枝中学校（1969年三重中〈新〉百枝校舎となり、1970年完全統合）[51]
- 三重町立白山中学校（1969年三重中〈新〉白山校舎となり、1970年完全統合）[51]
- 大野町立中部中学校（1952年大野中〈旧〉新設のため廃校）[52]
- 大野町立大野中学校〈旧〉（1975年北部中と統合し豊後大野市立大野中学校〈当時：大野町立〉へ）[52]
- 大野町立北部中学校（1975年大野中〈旧〉と統合し大野中〈新〉へ）[52]
- 緒方町立上緒方中学校（廃校時期不明）[53]
- 緒方町立長谷川中学校（1966年米山中へ統合）[53]
- 緒方町立尾平中学校（同上）[53]
- 緒方町立小富士中学校（1972年緒方中〈旧〉へ統合）[53]
- 緒方町立緒方中学校〈旧〉（2000年米山中と統合し豊後大野市立緒方中学校〈当時：緒方町立〉へ）[53]
- 緒方町立米山中学校（2000年緒方中〈旧〉と統合し緒方中〈新〉へ）[53]
- 犬飼町立犬飼中学校〈旧〉（1966年長谷中と統合し豊後大野市立犬飼中学校〈当時：犬飼町立〉犬飼校舎となり、1967年完全統合）[54]
- 犬飼町立長谷中学校（1966年犬飼中〈旧〉と統合し犬飼中〈新〉長谷校舎となり、1967年完全統合）[54]

## 由布市
- 挾間町立由布川中学校（1956年挾谷中と石城中に分割統合）[55]
- 挾間町立挾谷中学校（1971年石城中と統合し由布市立挾間中学校〈当時：挾間町立〉南部校舎となり、1973年完全統合）[55]
- 挾間町立石城中学校（1971年挾谷中と統合し挾間中北部校舎となり、1973年完全統合）[55]
- 庄内町立庄内中学校〈旧〉（1969年庄内東部中と統合し由布市立庄内中学校〈当時：庄内町立〉へ）[56]
- 庄内町立庄内東部中学校（1969年庄内中〈旧〉と統合し庄内中〈新〉へ）[56]
- 庄内町立阿蘇野中学校（1970年庄内中〈新〉へ統合）[56]
- 湯布院町立由布院中学校（1972年湯平中と統合し由布市立湯布院中学校〈当時：湯布院町立〉へ）[57]
- 湯布院町立湯平中学校（1972年由布院中と統合し湯布院中へ）[57]

## 国東市
- 国東市立国東中学校〈旧〉（2009年統合により国東市立国東中学校〈新〉へ）[58]
- 国東市立来浦中学校（同上）[58]
- 国東市立富来中学校（同上）[58]
- 国東市立城崎中学校（同上）[58]
- 国東市立武蔵中学校（2020年統合により国東市立志成学園へ）[59]
- 西安岐町立西安岐中学校〈初代〉（1951年2月南安岐中と統合し西安岐中〈2代目〉へ）[60]
- 南安岐村立南安岐中学校（1951年2月西安岐中〈初代〉と統合し西安岐中〈2代目〉へ）[60]
- 国見町立竹田津中学校（1965年統合により国東市立国見中学校へ）[61]
- 国見町立伊見中学校（同上）[61]
- 国見町立熊毛中学校（同上）[61]
- 安岐町立安岐中学校〈旧〉（1975年統合により国東市立安岐中学校〈当時：安岐町立〉へ）[60]
- 安岐町立朝来中学校（同上）[60]
- 安岐町立西武蔵中学校（同上）[60]
- 安岐町立西安岐中学校〈2代目〉（同上）[60]

## 速見郡
- 日出町立南端中学校（2016年休校[62]、2020年廃校[63]）

## 玖珠郡
- 九重町立東飯田中学校（2013年統合により九重町立ここのえ緑陽中学校へ）[64]
- 九重町立野上中学校（同上）[64]
- 九重町立飯田中学校（同上）[64]
- 九重町立南山田中学校（同上）[64]
- 玖珠町立山浦中学校（2012年休校[65]、2019年閉校[66]。統合により玖珠町立くす星翔中学校へ[67]）
- 玖珠町立森中学校（2019年統合によりくす星翔中へ）[68]
- 玖珠町立日出生中学校（同上）[68]
- 玖珠町立玖珠中学校（同上）[68]
- 玖珠町立北山田中学校（同上）[68]
- 玖珠町立八幡中学校（同上）[68]
- 玖珠町立古後中学校（同上）[68]